# Comissão de Capacetes Brancos

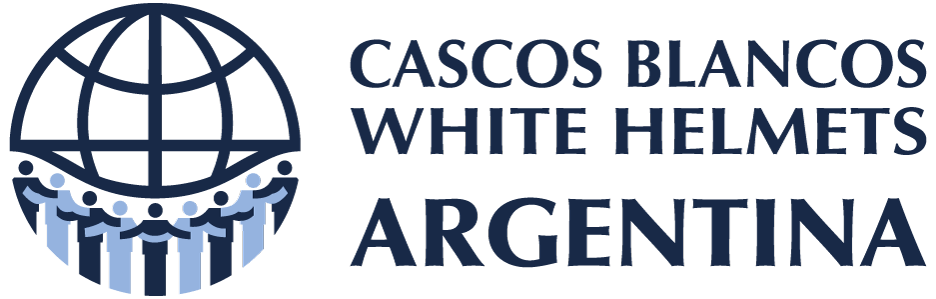
Logo dos Capacetes Brancos da Argentina

A Comissão de Capacetes Brancos (espanhol: Comisión de Cascos Blancos) é um órgão do Ministério das Relações Exteriores, Comércio Internacional e Culto da Argentina encarregado de projetar e implementar a assistência humanitária internacional. Possui uma rede de vínculos de cooperação bilateral e multilateral por meio da qual coordena a resposta imediata aos desastres socionaturais; trabalha em tarefas de reabilitação, reconstrução e desenvolvimento; e promove a prevenção e gestão de riscos, na Argentina e no exterior.

## História

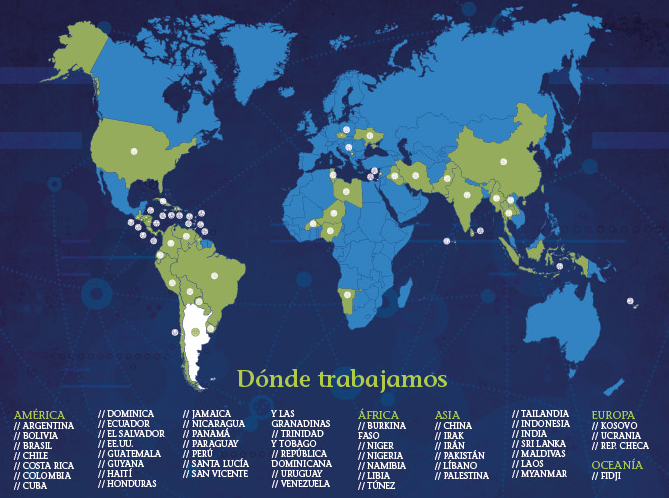
Atividades dos Capacetes Brancos em todo o mundo

Os Capacetes Brancos têm sua origem em 1994, na "Comissão contra a Fome e a Pobreza", órgão civil internacional criado para combater esses problemas sociais. Esse órgão marcou o início da participação dos países em desenvolvimento na prestação de assistência humanitária internacional, até então reservada aos países doadores, e introduziu o uso de voluntários como corpo profissional especializado.
Naquele ano, a Assembleia Geral das Nações Unidas adotou e aprovou a Comissão como Iniciativa, nomeou-a Capacetes Brancos e incorporou em sua agenda a resposta a desastres naturais ou causados pelo homem, conflitos e situações de emergência de qualquer natureza.

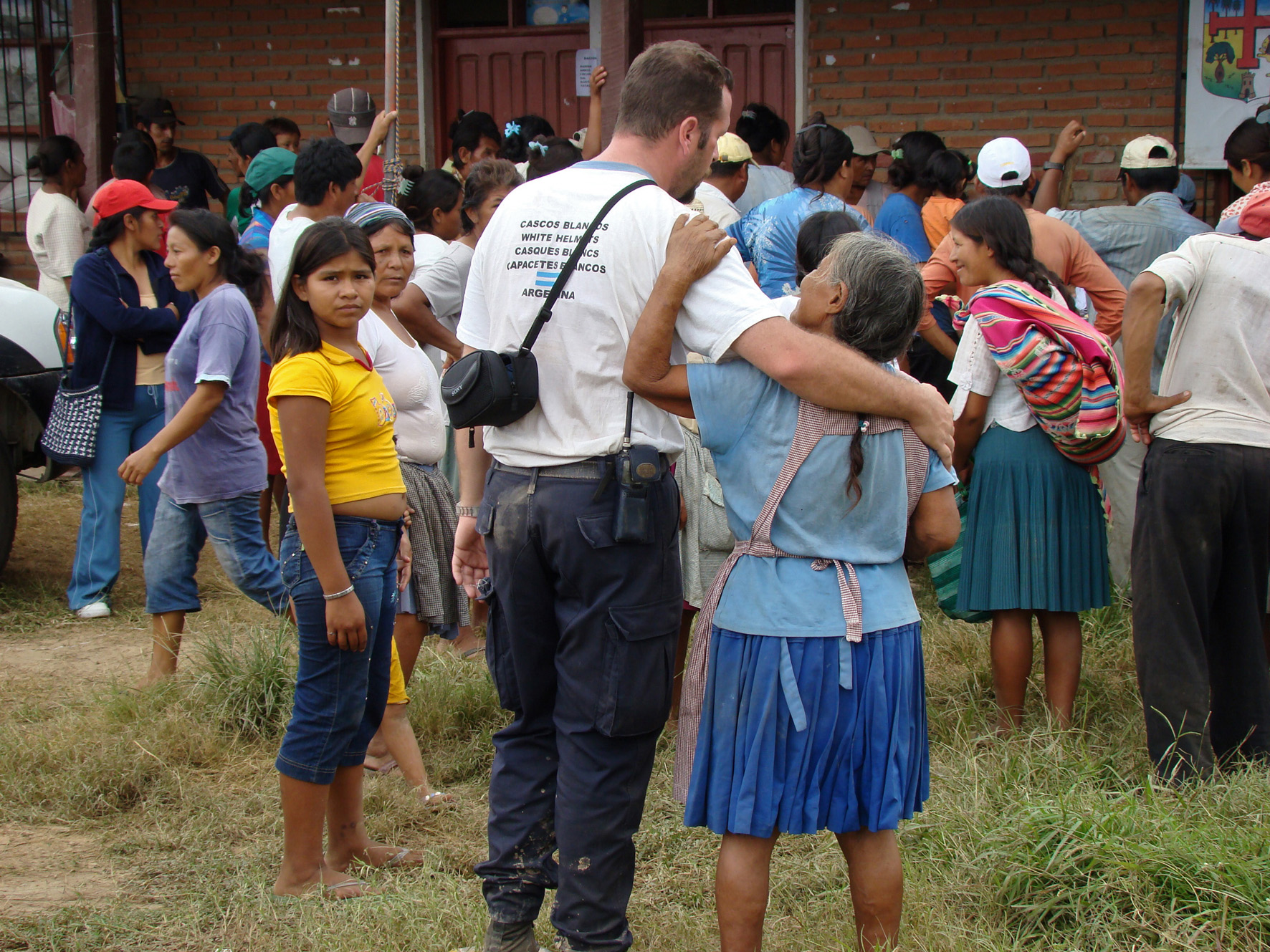
Corpo de voluntários dos Capacetes Brancos na Bolívia, fevereiro de 2014

Assim, a Comissão Capacetes Brancos estendeu seu alcance a outros aspectos incluídos no conceito de emergência humanitária complexa. Abraçou o propósito de apoiar as atividades da ONU no âmbito da assistência humanitária de emergência e da reabilitação, reconstrução e desenvolvimento em tempos de transição. Além disso, ficou estabelecido que a Comissão atuaria de acordo com as diretrizes do Departamento de Assuntos Humanitários (Escritório de Coordenação de Assuntos Humanitários —OCHA— desde 1998) e trabalharia em coordenação com o Programa de Voluntários das Nações Unidas (UNV), que implanta pessoal para as missões.
Desde então, a Assembleia Geral da ONU renovou seu apoio à Iniciativa a cada três anos, destacando a importância da experiência argentina no enfrentamento de crises humanitárias, por meio da organização de corpos de voluntários. A mais recente manifestação de apoio foi na 67ª Assembleia da ONU, em 2012.
Em nível regional, em 1995, a Assembleia Geral da Organização dos Estados Americanos (OEA) adotou a Iniciativa Capacetes Brancos, contribuindo assim para sua consolidação.